# Sandra Obando
Sandra Heliany Obando Polo ( * 1974 -) es una botánica y taxónoma colombiana. Ha enfatizado sus descubrimientos sobre la familia de Asteraceae.
Se ha desempeñado académicamente en el "Instituto de Ciencias Naturales" de la Universidad Nacional de Colombia.
En 2008 la Dra. Obando realiza un postdoctorado en la Universidad de Campiñas, Brasil.

## Algunas publicaciones
- 2008. Obando, S; S Carmello-Guerreiro; P Acevedo-Rodríguez. Morfología y anatomía del fruto y semilla de Paullinia carpopodea Cambess. Sapindaceae.
- 2004. Obando, S; R Bernal. Paullinia trifoliolata' (Sapindaceae) una nueva especie de los andes de Colombia. Caldasia 26:1 Archivo pdf
- 2002. Linares Castillo, EL; JL Fernández Alonso; LC Jiménez Bulla; S OBANDO. La carpoteca: nueva sección del Herbario Nacional Colombiano (COL). En: 8.º Congreso Latinoamericano de Botánica y 2.º Colombiano de Botánica, 2002, Cartagena. Bogotá: UNIBIBLOS, 2002. p. 85

- La abreviatura «Obando» se emplea para indicar a Sandra Obando como autoridad en la descripción y clasificación científica de los vegetales.[1]

Ha publicado sus identificaciones y clasificaciones de nuevas especies en : Revista Acad. Colomb. Ci. Exact. y en Caldasia.